# 白樺山荘
株式会社白樺山荘（しらかばさんそう）は、北海道札幌市に本社を置くラーメンチェーン店。

## 概要

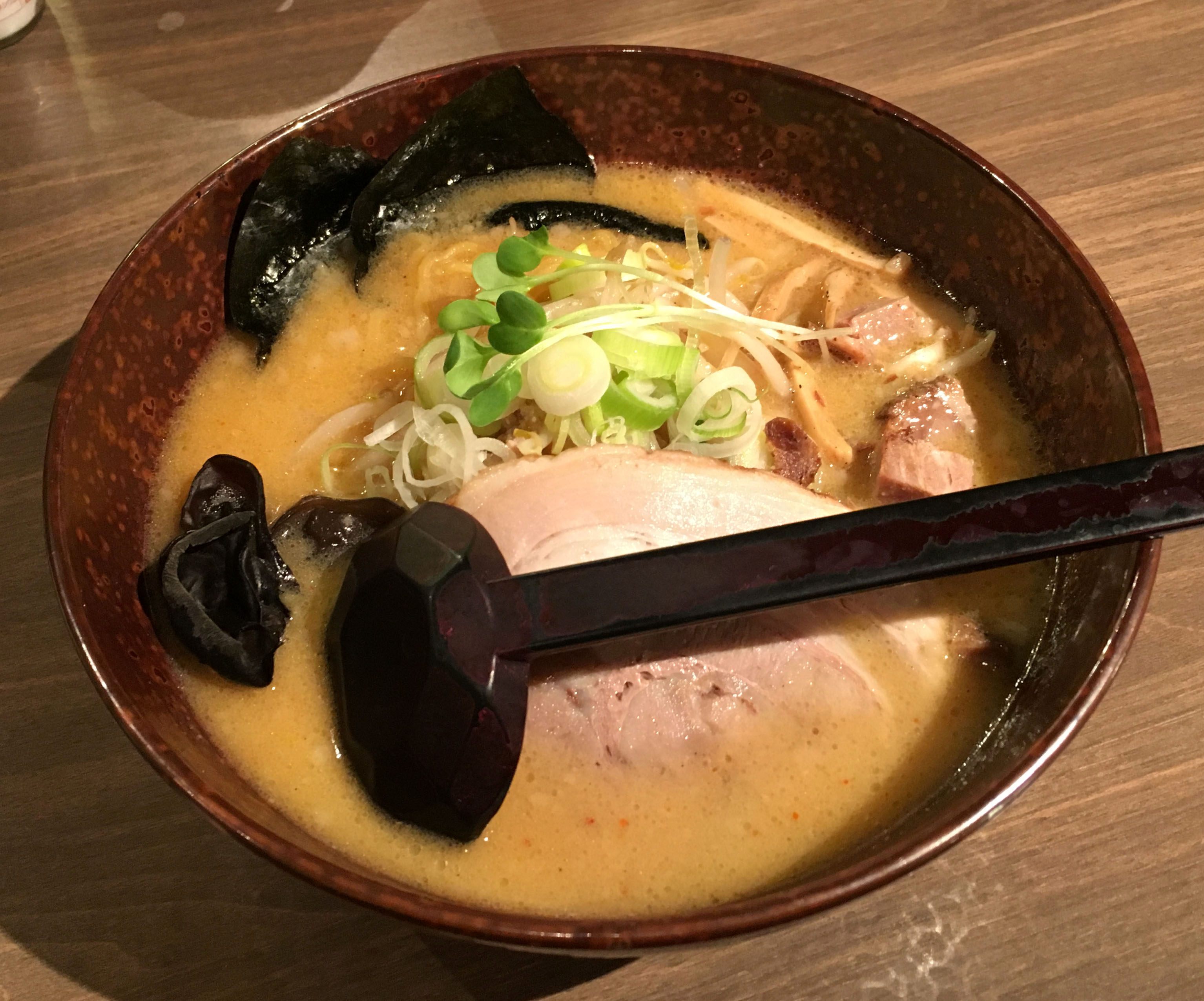
味噌ラーメン

1997年開業。代表は、菅沼省五である。 札幌ラーメンのチェーン店として営業している。2005年には、札幌ら〜めん共和国に出店する。
2016年1月時点では、札幌市内に6店舗、新千歳空港に1店舗、京都市に1店舗を営業している。

## 店舗
2020年5月現在
- 真駒内本店 - 札幌市南区真駒内柏丘3丁目1-40
- 札幌ら～めん共和国店 - 札幌市中央区北5条西2丁目 ESTA10階
- 札幌ラーメン横丁店 - 札幌市中央区南5条西3丁目8　第4グリーンビル1階
- 羊ヶ丘店 - 札幌市豊平区福住3条8丁目21-4
- 新千歳空港店 - 千歳市美々987-22　新千歳空港　旅客ターミナルビル3階 北海道ラーメン道場 内
- 新川店 - 札幌市北区新川5条1丁目3-36
- 横浜店 - 神奈川県横浜市中区新港2丁目14-1-1F 横浜ハンマーヘッド「JAPAN RAMEN FOOD HALL」内

（閉店）
- 手稲店 - 札幌市手稲区前田6条6丁目1-30
- 京都店 - 京都駅ビル10階（百貨店・大階段南側）